# Herman Arnold Zwijnenberg
Herman Arnold Zwijnenberg (Enschede, 26 december 1889 – aldaar, 14 november 1964) was een Nederlands politicus. Hij was eerst lid van de Vrijzinnig Democratische Bond, maar sinds februari 1946 van de Partij van de Arbeid.

## Biografie
Herman Arnold Zwijnenberg was een zoon van Gradus Zwijnenberg en Jetske Leeuwkes Tiemstra. Zijn vader had gewerkt als bakker, hotelhouder en makelaar.
Op 4 maart 1921 trouwde hij te Lonneker met Gezina Jantina Bos, een dochter van de Twentse landbouwer Frederik Bos. Zwijnenberg en zijn vrouw hadden een zoon en een dochter. Hij studeerde aan de Veeartsenijkundige Hoogeschool in Utrecht. Hij schreef zijn proefschrift over Alexander Numan, getiteld Alexander Numan; in het bijzonder zijn invloed op de Nederlandsche schapenfokkerij; eene kritisch-historische studie. Op 7 juli 1925 studeerde hij af, waarna hij als veearts in Enschede werkte.
Zwijnenberg was lid van de Provinciale Staten van Overijssel van 1931 tot 1941. Een dag voor de Duitse inval in 1940 werd hij Tweede Kamerlid voor de Vrijzinnig Democratische Bond. In 1945 en 1946 maakte hij deel uit van het nood-parlement. Hij stond in 1946 op de veertiende plaats in de kandidatenlijst van de Partij van de Arbeid in de kieskring Zwolle, maar hij werd niet herkozen. Daarna nam hij een jaar lang wederom plaats in de Provinciale Staten.

## Politieke functies
- 25 april 1931 - 1 september 1941: lid Provinciale Staten van Overijssel
- 9 mei 1940 - 4 juni 1946: lid Tweede Kamer der Staten-Generaal
- juni 1946 - 16 september 1947: lid Provinciale Staten van Overijssel